# Karen Asrian
Karen Asrian (arménskyԿարեն Ասրյան), 24. dubna 1980 – 9. června 2008) byl arménský šachový mezinárodní velmistr.
Nejvyšší koeficient ELO měl v lednu a dubnu 2006 (2646 bodů) a byl až na 61. místě světového žebříčku. V dubnové listině FIDE měl koeficient 2630 bodů a patřilo mu 92. místo na světě.
Startoval na pěti šachových olympiádách s bilancí +17 -4 =25. Hned při svém debutu na domácí půdě v Jerevanu v roce 1996 získal v roli prvního náhradníka týmu Arménie B 10 bodů z 12 partií (ELO performance 2651 při vlastním ELO 2380) a obdržel individuální zlatou medaili. V roce 2002 pomohl svému týmu k třetímu místu v celkovém pořadí se 7 ½ body z 9 partií. Na olympiádě v Turíně v roce 2006 byl členem vítězného týmu Arménie, z 10 partií získal na třetí šachovnici 5 bodů, jedinou výhru zaznamenal proti Vlastimilu Babulovi.
V letech 1999, 2007 a 2008 byl mistrem Arménie, zvítězil v mezinárodních turnajích v Dubaji v roce 2001 (6 ½ z 9 v otevřeném turnaji na pomocná kritéria před Ehlvestem) a v Stěpanakertu v roce 2004 (6/9 před Polákem Maciejou).
Zemřel na následky srdečního infarktu za volantem svého vozu ve věku 28 let.
Šachový turnaj v Jerevanu do té doby zvaný Yerevan Chess Giants je nyní nazván Memoriál Karena Asriana.